# Lindes domsagas tingslag
Lindes domsagas tingslag var ett tingslag i Örebro län i Lindes domsaga. 
Tingslaget bildades 1899 av Lindes och Ramsbergs bergslags tingslag, Fellingsbro tingslag samt Nya Kopparbergs bergslags tingslag.  Tingslaget upphörde den 1 januari 1951 då det uppgick i Lindes och Nora domsagas tingslag.

## Omfattning

### Socknarna i häraderna
- Lindes och Ramsbergs bergslag
- Nya Kopparbergs bergslag
- Fellingsbro härad